# Норко (град, Калифорния)
Норко (на английски: Norco) е град в окръг Ривърсайд, щата Калифорния, САЩ. Норко е с население от 24157 жители (2000) и обща площ от 37,2 km². Намира се на 195 m надморска височина. ЗИП кодовете му са 92860, а телефонният му код е 951.